# バルトロメオ・パガーノ
バルトロメオ・パガーノ（Bartolomeo Pagano、1878年9月27日 - 1947年6月24日）は、イタリアの俳優。

## 出演作品
- モンテニジオの馭者
- マチステの地獄征伐
- 不思議な冒険
- 銀山王
- 強力マチステ
- 漂流マチステ
- マチステの義侠
- マチステのサーカス
- アルプス越えて
- カビリア